# Dallamericaruso - Il concerto perduto
Dallamericaruso - Il concerto perduto, reso graficamente come DallAmeriCaruso - Il concerto perduto è un film documentario del 2023 diretto da Walter Veltroni.
La pellicola è prodotta da Sony Music e Nexo Digital.

## Trama
Il docufilm è strutturato in due parti.
La prima parte, attraverso le testimonianze di amici e colleghi, racconta la nascita di Caruso, brano composto da Lucio Dalla a Sorrento e pubblicato il 10 ottobre 1986. Ad accompagnare il racconto foto e filmati inediti del viaggio di Dalla a New York e l'interpretazione del brano da parte del pianista Danilo Rea.
La seconda parte è il concerto integrale tenuto al Village Gate di New York il 23 marzo 1986 da Lucio Dalla, affiancato dalla sua band storica, gli Stadio.

### Le tracce del concerto
1. Viaggi organizzati – 5:56
2. L'ultima luna – 7:31
3. Anna e Marco – 5:09
4. Tutta la vita – 5:19
5. Se io fossi un angelo – 5:05
6. Cara – 6:26
7. Washington – 7:03
8. La sera dei miracoli – 5:18
9. Balla balla ballerino – 5:41
10. Tango – 4:33
11. Chiedi chi erano i Beatles – 5:54
12. Futura – 5:41
13. Stella di mare – 7:06
14. L'anno che verrà – 6:15
15. 4/3/1943 – 5:02

## Produzione
Le riprese integrali del concerto, a cura di Ambrogio Lo Giudice, tour producer Pressing Line, che erano andate quasi interamente perdute, sono state ritrovate, restaurate e rimasterizzate in 4K e Dolby Atmos.

## Ritrovamento
Nel 2020 un collezionista e video editor di Civitavecchia, Manuel Bencini, acquista da un rigattiere 4 bobine Ampex da 1 pollice in standard NTSC, contenenti lo show integrale al Village Gate del 23 marzo 1986. Dopo averle digitalizzate e restaurate contatta Sony Music, detentore dei diritti, per dare la notizia del prezioso ritrovamento.

## Distribuzione
Il film è stato presentato in anteprima domenica 19 novembre 2023 al Pop Up Cinema Medica 4K di Bologna, presenti in sala Walter Veltroni, Angela Baraldi, Ambrogio Lo Giudice, Ricky Portera, Romano Prodi, Matteo Lepore, Gianni Morandi, Cesare Cremonini, Biagio Antonacci, Tobia Righi e tutta la Famiglia Dalla.
È stato proiettato in 260 sale cinematografiche il 20, 21 e 22 novembre 2023. Successivamente è stata confermata una replica nazionale per il 28 novembre 2023.

## Accoglienza
La pellicola si è confermata terzo film più visto per tre giorni di fila al box office con oltre 35.000 spettatori in sala e incassando 348.874 euro.